# Krupowiesy
Krupowiesy (lit. Krupaviesai) − wyludniona wieś na Litwie, w gminie rejonowej Soleczniki, 3 km na wschód od Koleśników. Przed II wojną światową w Polsce, w powiecie lidzkim województwa nowogródzkiego.